# 無限挑戦
無限挑戦（むげんちょうせん、朝: 무한도전）は毎週土曜日18:30 - 19:50に韓国で放送されているMBCのバラエティ番組。ムド(무도、無挑の朝鮮語発音)と略称されている。主な視聴年齢層は10〜50代。

## 歴史
2005年4月23日、今は終映されたバラエティ番組である<土曜日>(토요일)のコーナーとしてスタート。
その当時は<無謀な挑戦>(무모한 도전)というタイトルで放送され、一般人は挑戦できない課題を一般視聴者から投稿してもらい、挑戦する形だった。(2005年10月22日まで総27回)。この時期をファンたちは無限挑戦第1期と称している。ちなみにこの時期にはほとんどロケ収録だった。
2005年10月29日からは<強力推薦土曜日>(강력추천 토요일)で<無理な挑戦>(무리한 도전)と<無限挑戦 ~クイズの達人~>(무한도전 퀴즈의 달인)というコーナー名で放送された。(無限挑戦第2期)
<無理な挑戦>は第1期の<無謀な挑戦>と同じフォーマットだったが（2005年12月10日まで総6回）、<無限挑戦 ~クイズの達人~>からはスタジオ収録を開始、様々なゲームをするという固定フォーマットで放送された。（2005年12月17日から2006年4月29日まで総26回）
2006年3月18日に番組20回を祝う<20回SP>まで放送された。
2006年5月6日から現在のタイトルで独立編成される。(無限挑戦第3期、2010年8月21日現在212回)
放映当時最高視聴率30%を超える大衆的人気を得ており、2010年代に入っても韓国国内で最も多くのマニア層を抱えている独歩的なバラエティ番組で放映期間放映された多くの芸能素材が話題性1位を撮った。例えば毎年試した定期素材だった「無限挑戦歌謡祭」の場合、多くのスターが出演して共同コラボレーションをして音源サイトでも毎年ランキングを飾った。

## メンバー

### 現在
※2016年8月現在
- ユ・ジェソク（メインMC）
- パク・ミョンス
- チョン・ジュナ
- ハハ（2年間の公益勤務要員勤務後、2010年3月に復帰。番組内テロップでは「コマ(ガキんちょという意味)」とよばれる。）
- ヤン・セヒョン 2017年から合流。
- チョ・セホ 2017年11月から合流。

### 過去
- ノ・ホンチョル（2014年11月に飲酒運転で摘発されたことを受け、降板した。）
- ギル（ヒップポップデュオーであるリッサンのメンバーで、2009年からレギュラー陣に合流したが、2014年4月に飲酒運転で送検されたことを受け、降板した。）
- チョンジン（神話のメンバー。2008年7月からレギュラー陣に合流。兵役のため2009年10月に自ら降板。[2]）
- チョン・ヒョンドン 体調不良のため、活動中止したが、あとで活動復帰。無限挑戦には戻って来ない状態になった。
- ファン・グァンヒ（2015年4月、6人目のメンバーを決める「シックスマン」にて見事、新メンバーとなった。メンバー内で最年少。）軍の入隊のため、活動中止。

## 注目すべき点

### マイナースポーツのPR及び支援
無限挑戦はバラエティ番組でありながら韓国のマイナースポーツの活性化に力を注いできた。その一例として2009年1月24日から3週にわたって放送された<ボブスレーSP ~最後の1分~>では日本長野県で開催されたボブスレー韓国国家代表選抜戦にメンバー全員が参加した。ボブスレーSPではまだ発展途上の韓国ボブスレーの現実を視聴者たちに印象付けることができた。また番組自体も製作グッズの販売を通してボブスレー国家代表を支援した。
- ボブスレーSP ミニドラマ [3]

2010年1月23日から2週にわたって放送された<ボクシングSP>では防御戦開催にかかる費用がなくて王座を失くす立場になったWBAフェザー級女子チャンピオンチェ・ヒョンミのため、メンバーたちは防御戦開催にかかる費用一部(約330万円)を自腹で支援し、大会全般にわたる支援を惜しまなかった。番組で放送された試合は2009年11月21日に開かれた、日本の女子プロボクサーである天空ツバサとの試合であった。
この他にも2008北京オリンピックのキャスターとして参加し、女子ハンドボールB組2位決定戦と男子体操平行棒決勝戦のキャスター役を果たすなど、韓国マイナースポーツの活性化のため、様々な活動を展開している。

### 社会的貢献
2006年12月発売された無限挑戦の初シングルである「All you need is love」をはじめ、今まで発売した4枚のシングル及びアルバムの収益金を寄付した。
2007年から製作及び発売し始めたカレンダーの収益金も寄付した。
2009年11月にはアメリカニューヨーク現地で朝鮮料理を広報し、歌手のキム・ジャンフンと共同でアメリカの新聞に朝鮮料理を知らせるための広告を掲載した。

## 番組に出演した有名人

### 가수
- G-DRAGON
- Sechs Kies
- 신화
- 이효리
- 이수영
- SS501
- YB
- 소녀시대
- 윤종신
- 이정현
- 에픽·하이
- TIGER JK (드렁큰 타이거)
- No Brain
- AFTERSCHOOL
- 2PM 외

### スポーツ選手
- ティエリ・アンリ
- マリア・シャラポワ
- ミシェル・ウィー
- エメリヤーエンコ・ヒョードル
- キム・ヨナ
- イ・ヨンデ
- チェ・ヒョンミ
- 天空ツバサ 他

### 俳優
- チェ・ジウ
- チョ・インソン
- パク・ボゴム
- ハン・ヘジン
- イ・ヨンエ
- チャ・テヒョン
- キム・テヒ 他

## 日本での放送
KNTVにて本放送から約6ヵ月後に放送される。